# (400098) 2006 TK14
(400098) 2006 TK14 es un asteroide perteneciente al cinturón de asteroides, descubierto el 10 de octubre de 2006 por el equipo del Near Earth Asteroid Tracking desde el Observatorio del Monte Palomar, Estados Unidos.

## Designación y nombre
Designado provisionalmente como 2006 TK14.

## Características orbitales
2006 TK14 está situado a una distancia media del Sol de 2,596 ua, pudiendo alejarse hasta 3,281 ua y acercarse hasta 1,910 ua. Su excentricidad es 0,263 y la inclinación orbital 5,436 grados. Emplea 1528,11 días en completar una órbita alrededor del Sol.

## Características físicas
La magnitud absoluta de 2006 TK14 es 17,5.